# April Clough
April Clough, pseudonimo di Gillian Wood (Filadelfia, 16 aprile 1953), è un'attrice e cantante statunitense.

## Biografia
L'attrice ha recitato nelle pellicole di Bud Spencer e Terence Hill I due superpiedi quasi piatti (1977) e in Non c'è due senza quattro (1984), in cui interpreta il ruolo di Donna Olimpia. È apparsa in carriera in 20 pellicole, ritirandosi dalle scene nel 1985 dopo aver interpretato il primo episodio della serie televisiva Brothers.

## Filmografia parziale

### Cinema
- I due superpiedi quasi piatti, regia di E.B. Clucher (1977)
- Non c'è due senza quattro, regia di E.B. Clucher (1984)
- Scherzare col fuoco (Stick), regia di Burt Reynolds (1985)

### Televisione
- Happy Days – serie TV (1979)
- T.J. Hooker – serie TV (1982)
- Brothers – serie TV (1985)